# Arabisches Reiterfleisch
Arabisches Reiterfleisch ist ein schnell zubereitetes Fleischgericht aus den 1950er-Jahren, das unter dieser Fantasiebezeichnung erstmals von dem Schauspieler und ersten deutschen Fernsehkoch Clemens Wilmenrod in einer seiner Kochsendungen vorgestellt wurde.

## Geschichte
In seinem 1958 erschienenen Buch Wie in Abrahams Schoß schrieb Wilmenrod über die angebliche Herkunft des Gerichts unter anderem Folgendes:

„An der Mündung des Hundeflusses rasteten […] die Karawanen. Hier stehen die Pferde, es liegen die Kamele herum, die Feuer lohen, in den Pfannen brutzelt es. Ich hatte das Glück, zu einem Imbiß eingeladen zu werden, dessen Rezept ich im Fernsehen brachte und das einer der größten Schlager wurde.“

Die klangvolle Bezeichnung und die angebliche Herkunftsgeschichte sind eine reine Erfindung. In Wahrheit handelt es sich lediglich um ein mit wenigen Zutaten angereichertes Fleischbrät. Es gehörte jedoch zum Stil Wilmenrods, durch exotische Namensgebung und umrahmende, zumeist frei erfundene Reisegeschichten dem Fernsehpublikum im Nachkriegsdeutschland einen Hauch von Fernweh zu vermitteln.

## Zubereitung
Das „Reiterfleisch“ nach Wilmenrod besteht aus 250 Gramm gehacktem Rindfleisch, das man in eine Schüssel gibt. „In der Mitte macht man eine Vertiefung und schlägt ein rohes Ei hinein. Eine kleine Zwiebel, eine Gewürzgurke und eine Knoblauchzehe werden sehr fein gehackt und dazugegeben. Gewürzt wird mit Salz, Pfeffer, Paprika, Zucker, Tomaten-Ketchup, einem Eßlöffel Meerrettich und zwei bis drei Eßlöffel Joghurt. Das Ganze wird sehr gut gemischt und in einer heißen Pfanne in Butter oder Öl unter ständigem Umrühren ganz kurz gebraten. Dazu werden Bohnen gereicht.“

## Rezeption
Der Fernsehkritiker Martin Morlock widmete dem Arabischen Reiterfleisch 1959 im Spiegel einen satirischen Kommentar unter dem Titel Durch die Wüste. Die Vorstellung einer Orientreise, die der Name des Gerichts hervorrufe, werde beim Nachkochen entlarvt: das Reiterfleisch schmecke wie eine Bulette. Der Fernsehkoch Kolja Kleeberg nahm Wilmenrods Rezept unter dem Namen 2015 in sein Kochbuch auf und variierte es. René Zey notierte in seinem 2017 erschienenen Lexikon der ersten und letzten Male: „Wilmenrod verdankt die deutsche Küche Delikatessen wie Arabisches Reiterfleisch, Rumtopf oder Toast Hawaii.“
In der 2009 erschienenen TV-Filmbiografie Es liegt mir auf der Zunge, die das Leben Wilmenrods darstellt, wird das Gericht ebenfalls erwähnt.